# Wayne Hildred
Wayne Hildred (New Plymouth, Nova Zelanda, 12 de setembre de 1955) va ser un ciclista australià que fou professional entre 1978 i 1990.
Del seu palmarès destaquen els 2 Campionats nacionals en ruta.

## Palmarès en ruta
- 1978
  - 1r a la Melbourne-Bendigo
- 1979
  - Vencedor d'una etapa del Herald Sun Tour
- 1982
  -  Campió d'Austràlia en ruta
  - Vencedor d'una etapa del Herald Sun Tour
- 1983
  - 1r al The Examiner Tour of the North
  - Vencedor d'una etapa del Herald Sun Tour
  - Vencedor d'una etapa del Griffin 1000
- 1986
  -  Campió d'Austràlia en ruta

## Palmarès en pista
- 1981
  - 1r als Sis dies de Launceston (amb Paul Medhurst)